# Elimaea parumpunctata
Elimaea parumpunctata är en insektsart som först beskrevs av Jean Guillaume Audinet Serville 1838.  Elimaea parumpunctata ingår i släktet Elimaea och familjen vårtbitare. Inga underarter finns listade i Catalogue of Life.